# Sara Haden

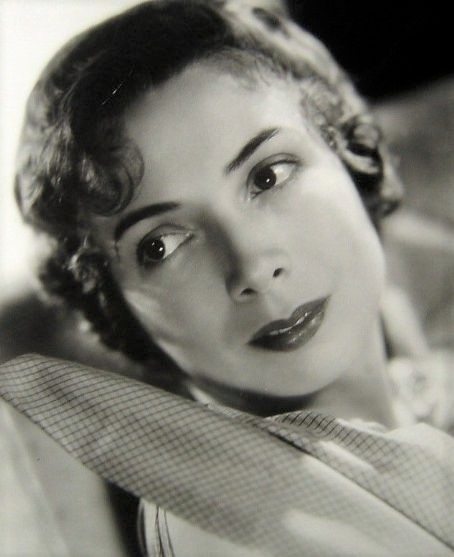
Sara Haden

Sara Haden (rozená Catherine Haden; 17. listopadu 1898 Galveston – 15. září 1981 Woodland Hills) byla americká herečka, která působila ve 30. až 50. letech ve filmu a v televizi až do poloviny 60. let. Nejvíce se proslavila rolí tety Milly Forrest ve 14 ze 16 filmů ze série Andy Hardy od studia Metro-Goldwyn-Mayer.

## Kariéra
Na divadelních prknech se poprvé objevila na počátku 20. let. Již v říjnu 1920 hrála s hereckou společností Waltera Hampdena. Na Broadwayi debutovala ve hře Trigger (1927).
Její filmový debut se odehrál v roce 1934 (rok po odchodu její matky do důchodu) ve filmu Spitfire, ve kterém hrála Katharine Hepburn. Koncem 30. let se stala smluvní herečkou studia Metro-Goldwyn-Mayer a obvykle se objevovala v menších rolích v mnoha jeho filmech. Nejvýraznější byla její role staropanenské tety Milly Forrest v sérii o Andym Hardym, kde hlavní postavu ztvárnil Mickey Rooney.
Svůj poslední film, Andy Hardy Comes Home, natočila v roce 1958, ale v televizi působila až do roku 1965, kdy hostovala v seriálu Dr. Kildare.
Nejvíce se proslavila svými přísnými a nehumornými charaktery, jako byla například školní inspektorka ve filmu Captain January (1936) se Shirley Temple. Zahrála si ale i milovanou učitelku slečnu Pippsovou, která je nespravedlivě propuštěna v komedii Our Gang s názvem Come Back, Miss Pipps (1941). Mezi další filmy, ve kterých se objevila, patří Poor Little Rich Girl (1936), Obchod na rohu (1940), Žena roku (1942) a Kazatelova žena (1947).
V televizi hostovala v epizodách seriálů Climax!, Bourbon Street Beat a Bonanza. Objevila se také v seriálu Perry Mason jako Florence Harvey v epizodě The Case of the Romantic Rogue z roku 1959. V roce 1965 ztvárnila roli Dory Darling v 28. epizodě 2. řady seriálu My Favorite Martian, „Once Upon a Martian's Mother's Day“.

## Osobní život a úmrtí
Sara Haden byla vdaná za herce Richarda Abbotta (rozeného Seamon Vandenberg) od roku 1921 do jejich rozvodu v roce 1948. Zemřela 15. září 1981 ve věku 82 let v Motion Picture & Television Country House and Hospital v Woodland Hills v Kalifornii.